# Parafia Świętych Apostołów Piotra i Pawła w Beszowie
Parafia pw. Świętych Apostołów Piotra i Pawła w Beszowej – parafia rzymskokatolicka znajdująca się w diecezji sandomierskiej w dekanacie Połaniec. Założona w 1326 roku. Mieści się pod numerem 26.
Do parafii w Beszowej należą wierni zamieszkali w miejscowościach: Beszowa, Borki, Grabowa, Góra, Łyczba, Łubnice, Orzelec Mały, Przeczów (Stara Wieś), Sydzyna, Wilkowa i Wolica.